# Stictoleptura dichroa
Stictoleptura dichroa (лат.) — дальневосточный вид жуков из рода Стиктолептура подсемейства усачиков семейства усачей.

## Описание
Длина тела имаго самцов достигает 12—18 мм, самок — 15—22 мм. Голова с резким шейным перехватом и отвесными висками. Усики короткие, заходят за середину надкрылий, с 5-го членика пиловидные, полностью чёрные. Переднеспинка у обоих полов красная, часто её передний край и основание чёрные; кпереди суженная с едва оттянутыми острыми задними углами. Надкрылья красные, к вершине сильно суженные, их вершины сильно вырезанные с оттянутым острым наружным углом. Все бёдра и лапки чёрные, голени красные или красно-бурые с зачернёнными вершинами, иногда задние голени сплошь чёрные.

## Распространение
Встречается на Дальнем Востоке России (юг Хабаровского края, Амурская область, Приморский край, Сахалин, Южные Курилы (Кунашир, Шикотан, Итуруп), а также в Японии, Корее и Северо-Восточном Китае.

## Биология
Заселяет погибшие деревья хвойных, реже лиственных пород. Личинки питаются гниющей древесиной сосны, кедра, пихты и других деревьев; развиваются под корой и древесиной; окукливаются после 2-й зимовки в древесине в июне — июле. Генерация двухгодичная.
Имаго встречаются на лугах на цветках растений.
Лёт с конца июля по сентябрь.